# Kwadi
El kwadi és una llengua khoisànida de clic extinta que es parlava al sud-oest d'Angola, al sud de la província de Namibe. Segons l'ethnologue el zorotua era un dialecte d'aquesta llengua, que encara s'utilitzava de manera regular el 1971, però que a l'hivern de 1981 ja no tenia parlants vius. El kwadi no s'havia escrit. El seu codi ISO 639-3 és kwz i el seu codi al glottolog és kwad1244.
A la dècada de 1950 només hi havia uns 50 parlants de kwadi, dels quals només n'hi havia entre 4 i 5 que n'eren totalment competents. El 1965 es coneixien tres parlants parcials però el 1981 ja no se'n va trobar cap.

## Família lingüística
Com que el kwadi està poc recordat, no hi ha moltes evidències per a classificar-lo. Algunes vegades és classificat com membre de la família divergent de les llengües khoe-kadis, que és tal com surt a la classificació del glottolog. Aquesta proposta és discutida, però els seus defensors diuen que el khadi havia mantingut elements del proto-khoe que havien estat perduts per les llengües khoes occidentals degut a la influència de les llengües juus de Botswana.

## Etnolingüística, el poble Kwadi
Els kwadis, que en bantú eren anomenats kwepe, sembla que havia estat un poble de caçadors-recol·lectors de l'Àfrica del Sud-oest que van adoptar la llengua nama. Eren principalment pescadors de la zona baixa del riu Coroca. Els kwadis estan relacionats amb els kwisis.